# Barbora Strýcová
Barbora Strýcová, cunoscută anterior ca Barbora Záhlavová-Strýcová, (n. 28 martie 1986, Plzeň, Cehoslovacia) este o jucătoare de tenis profesionistă cehă care a fost clasată pe locul 1 mondial la dublu.
Ea a câștigat 2 titluri de Grand Slam la Campionatele de la Wimbledon din 2019 si 2023 la dublu alături de Hsieh Su-wei, perechea ajungând în finală și la Australian Open 2020 și la Turneul Campioanelor 2019. Strýcová a câștigat 32 de titluri de dublu pe Circuitul WTA, inclusiv opt la nivelul WTA 1000, și a devenit numărul 1 mondial pentru prima dată în iulie 2019, deținând primul loc pentru un total de 27 de săptămâni.
Ea a fost, de asemenea, o jucătoare de simplu de succes, cel mai bun rezultat major al ei venind din nou la Campionatele de la Wimbledon din 2019, unde a ajuns în semifinale, fiind anterior în sferturi de finală în 2014. Strýcová a câștigat două titluri WTA la simplu, la Tournoi de Québec din 2011 și la Linz Open 2017, fiind finalistă în încă șase ocazii. Cea mai bună clasare a sa la simplu este locul 16 mondial în ianuarie 2017.
Strýcová a reprezentat Republica Cehă în Fed Cup din 2002 până în 2018 și a fost o parte cheie a echipei care a dominat competiția timp de aproape un deceniu, câștigând șase titluri între 2011 și 2018. De asemenea, a concurat la Jocurile Olimpice de două ori, câștigând medalia de bronz la dublu la Rio 2016 cu Lucie Šafářová.
Strýcová și-a anunțat retragerea la 4 mai 2021. Cu toate acestea, la 22 martie 2023, ea și-a anunțat revenirea în circuitul profesionist declarând că își va începe revenirea la Madrid Open în aprilie 2023.